# Janusz Majewski (prezydent Płocka)
Janusz Majewski (ur. ?, zm. 28 maja 1992) – polski działacz samorządowy, nauczyciel i inżynier, w latach 1981–1985 prezydent Płocka.

## Życiorys
Ukończył magisterskie studia inżynierskie. Był nauczycielem przedmiotów zawodowych, a w latach 1963–1971 dyrektorem Zespołu Szkół Centrum Edukacji im. Ignacego Łukasiewicza w Płocku. W 1981 objął funkcję szefa Płockiego Towarzystwa Muzycznego im. Wacława Lachmana. Od 1981 do 23 grudnia 1985 sprawował funkcję prezydenta Płocka, na którym tymczasowo zastąpił go wiceprezydent Zdzisław Dudziak. Na czas jego kadencji przypadła m.in. powódź z 1982. Następnie pod koniec 1985 przeszedł na stanowisko przewodniczącego Wojewódzkiej Komisji Planowania.
Został pochowany na Cmentarzu Komunalnym w Płocku.